# Loi de la tonométrie

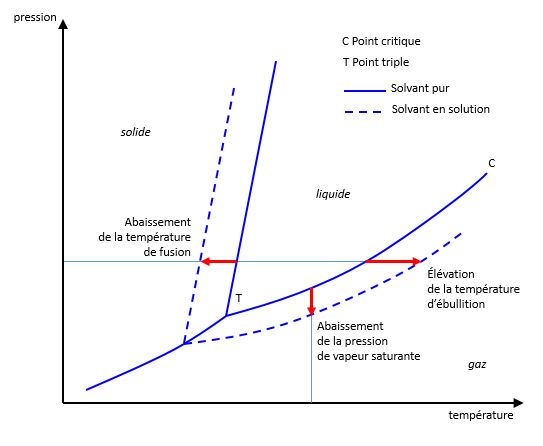
Diagramme de phases d'un solvant pur (courbes pleines) et du même solvant en présence d'un soluté (pointillés). Les propriétés colligatives se traduisent par un déplacement des courbes d'équilibre solide-liquide et gaz-liquide.

En chimie physique, la loi de la tonométrie permet de quantifier l'abaissement de la pression de vapeur saturante d'un solvant en fonction de la quantité de soluté ajouté.
Elle est, avec la loi de la cryométrie et la loi de l'ébulliométrie, l'une des trois lois énoncées à partir de 1878 par François-Marie Raoult concernant les propriétés colligatives d'une solution chimique liquide. Avec la loi de l'osmométrie, énoncée par Jacobus Henricus van 't Hoff en 1896 et concernant le phénomène de l'osmose, ces lois ont notamment permis d'établir des méthodes de détermination expérimentale de la masse molaire des espèces chimiques.
Remarque
Lorsque l'on parle des lois de Raoult (au pluriel), on fait généralement allusion aux trois lois évoquées ci-dessus qu'il ne faut pas confondre avec la loi de Raoult (au singulier) concernant les équilibres liquide-vapeur idéaux.

## Énoncé de la loi

### Cas général
Lorsque l'on considère un solvant {\displaystyle s} contenant un soluté {\displaystyle \sigma }, la pression de vapeur saturante du solvant avec le soluté est plus basse que la pression de vapeur saturante du solvant seul à la même température. La loi de la tonométrie s'énonce ainsi :
« Dans une solution binaire, l'abaissement relatif de la pression de vapeur saturante du solvant est égal à la fraction molaire du soluté. »
Soit :
| Loi de la tonométrie : {\displaystyle {\Delta P^{\text{sat}} \over P^{\text{sat}}}=x_{\sigma }} |

avec :
- {\displaystyle P^{\text{sat}}} la pression de vapeur saturante du solvant pur ;
- {\displaystyle \Delta P^{\text{sat}}} l'abaissement absolu de la pression de vapeur saturante du solvant en présence du soluté ;
- {\displaystyle x_{\sigma }} la fraction molaire du soluté.

Le terme {\displaystyle {\Delta P^{\text{sat}} \over P^{\text{sat}}}} est l'abaissement relatif de la pression de vapeur saturante du solvant.
Autrement dit, à température constante, la pression de vapeur saturante {\displaystyle P^{\text{sat}}} du solvant pur passe à {\displaystyle P=P^{\text{sat}}-\Delta P^{\text{sat}}} en présence d'un soluté. La fraction molaire du soluté étant une grandeur positive, l'abaissement de pression est positif. Ainsi l'ajout d'un soluté fait-il diminuer la pression de vapeur saturante du solvant à température constante ({\displaystyle \Delta P^{\text{sat}}>0}, soit {\displaystyle P<P^{\text{sat}}}).
La loi de la tonométrie a été établie expérimentalement, mais elle peut se démontrer théoriquement. Cette loi n'est valable que sous les hypothèses suivantes :
- la quantité de soluté est négligeable devant celle du solvant dans la solution liquide ;
- la solution liquide se comporte comme une solution idéale ;
- la phase gaz peut être considérée comme constituée de solvant pur, le soluté étant très peu volatil ;
- la phase gaz est un gaz parfait, ce qui implique des pressions de l'ordre de la pression atmosphérique ;
- le volume molaire de la phase liquide est négligeable par rapport à celui de la phase gaz, ce qui suppose d'être éloigné du point critique du solvant.

### En fonction de la molalité
La loi de la tonométrie est souvent exprimée en fonction de la molalité {\displaystyle b_{\sigma }} du soluté, qui représente la quantité de soluté pour 1 kg de solvant (en mol/kg) :
avec {\displaystyle M_{s}} la masse molaire du solvant (en g/mol).

### Pour un soluté dissociatif
Si le soluté se dissocie dans la solution liquide, comme par exemple un sel se dissociant en ions, l'expression de la loi est modifiée par le facteur de van 't Hoff {\displaystyle i} :

## Démonstration
Pour un solvant pur au point d'ébullition, à température {\displaystyle T} sous sa pression de vapeur saturante {\displaystyle P^{\text{sat}}} correspondante, on a l'égalité des potentiels chimiques des deux phases gaz et liquide :
(1) {\displaystyle \mu ^{\text{g,*}}\!\left(P^{\text{sat}}\right)=\mu ^{\text{l,*}}\!\left(P^{\text{sat}}\right)}
avec :
- {\displaystyle \mu ^{\text{g,*}}} le potentiel chimique en phase gaz pur ;
- {\displaystyle \mu ^{\text{l,*}}} le potentiel chimique en phase liquide pur.

On introduit, à température {\displaystyle T} constante, un soluté dans le solvant liquide. La pression de vapeur saturante du solvant est modifiée et devient {\displaystyle P}. Le potentiel chimique du solvant en phase liquide idéale {\displaystyle \mu ^{\text{l}}} s'écrit, avec {\displaystyle x_{s}} la fraction molaire du solvant dans cette phase :
{\displaystyle \mu ^{\text{l}}\!\left(P\right)=\mu ^{\text{l,*}}\!\left(P\right)+RT\,\ln x_{s}}
On considère qu'en phase gazeuse le solvant est le seul constituant. Au nouvel équilibre de phases on a toujours l'égalité des potentiels chimiques :
{\displaystyle \mu ^{\text{g,*}}\!\left(P\right)=\mu ^{\text{l}}\!\left(P\right)}
on a donc :
(2) {\displaystyle \mu ^{\text{g,*}}\!\left(P\right)=\mu ^{\text{l,*}}\!\left(P\right)+RT\,\ln x_{s}}
En soustrayant les termes de la relation (1) dans la relation (2) on a :
(3) {\displaystyle \mu ^{\text{g,*}}\!\left(P\right)-\mu ^{\text{g,*}}\!\left(P^{\text{sat}}\right)=\mu ^{\text{l,*}}\!\left(P\right)-\mu ^{\text{l,*}}\!\left(P^{\text{sat}}\right)+RT\,\ln x_{s}}
La relation de Gibbs-Duhem donne la variation du potentiel chimique du solvant pur à température constante :
{\displaystyle \mathrm {d} \mu ^{*}={\bar {V}}^{*}\,\mathrm {d} P}
avec {\displaystyle {\bar {V}}^{*}} le volume molaire du solvant pur. On peut donc intégrer, en considérant une faible variation de pression sur laquelle le volume molaire peut être considéré comme constant :
{\displaystyle \int _{P^{\text{sat}}}^{P}\mathrm {d} \mu ^{*}={\bar {V}}^{*}\int _{P^{\text{sat}}}^{P}\mathrm {d} P}
{\displaystyle \mu ^{*}\!\left(P\right)-\mu ^{*}\!\left(P^{\text{sat}}\right)={\bar {V}}^{*}\cdot \left(P-P^{\text{sat}}\right)}
On peut par conséquent réécrire la relation (3) :
{\displaystyle {\bar {V}}^{\text{g,*}}\cdot \left(P-P^{\text{sat}}\right)={\bar {V}}^{\text{l,*}}\cdot \left(P-P^{\text{sat}}\right)+RT\,\ln x_{s}}
{\displaystyle \left({\bar {V}}^{\text{g,*}}-{\bar {V}}^{\text{l,*}}\right)\cdot \left(P-P^{\text{sat}}\right)=RT\,\ln x_{s}}
Le volume molaire du liquide étant négligeable devant celui du gaz {\displaystyle {\bar {V}}^{\text{g,*}}\gg {\bar {V}}^{\text{l,*}}} :
{\displaystyle {\bar {V}}^{\text{g,*}}\cdot \left(P-P^{\text{sat}}\right)\approx RT\,\ln x_{s}}
En considérant le gaz comme un gaz parfait {\displaystyle {\bar {V}}^{\text{g,*}}=RT/P^{\text{sat}}} :
{\displaystyle {P-P^{\text{sat}} \over P^{\text{sat}}}=\ln x_{s}}
Soit {\displaystyle x_{\sigma }=1-x_{s}} la fraction molaire du soluté. Puisque {\displaystyle x_{\sigma }\approx 0}, alors {\displaystyle \ln x_{s}=\ln \!\left(1-x_{\sigma }\right)\approx -x_{\sigma }} par développement limité. On obtient finalement la loi de la tonométrie :

## Applications

### Tonométrie, détermination de la masse molaire du soluté
La tonométrie est une technique permettant de déterminer la masse molaire d'un soluté.
On introduit une masse {\displaystyle m_{\sigma }} de soluté dans une masse {\displaystyle m_{s}} de solvant, on mesure l'augmentation {\displaystyle \Delta P^{\text{sat}}} de la pression de vapeur saturante du solvant.
La masse molaire {\displaystyle M_{\sigma }} du soluté (en g/mol) est obtenue selon :
avec {\displaystyle M_{s}} la masse molaire du solvant (en g/mol).
Exemple
Le benzène a une masse molaire de 78 g/mol. À 80 °C sa pression de vapeur saturante est de 751,9 mmHg. Si l'on dissout 4,94 g de benzoate d'éthyle dans 200 g de benzène, à 80 °C la pression de vapeur saturante de celui-ci s'abaisse à 742,6 mmHg. Calculer la masse molaire du benzoate d'éthyle.
En appliquant la loi de la tonométrie, on obtient la fraction molaire du benzoate d'éthyle :
{\displaystyle x_{\sigma }={\Delta P_{s}^{sat} \over P_{s}^{sat}}={751,9-742,6 \over 751,9}=0,01237} mol/mol
On obtient alors la masse molaire du benzoate d'éthyle :
{\displaystyle M_{\sigma }={4,94 \over 200}\times {1-0,01237 \over 0,01237}\times 78=153,8} g/mol
Le benzoate d'éthyle a une masse molaire de 150 g/mol. La loi de la tonométrie est une bonne approche pour calculer les masses molaires, néanmoins elle reste liée à l'hypothèse de la solution idéale.

### Loi de Raoult et solution idéale
Notons :
- {\displaystyle x_{s}} la fraction molaire du solvant ;
- {\displaystyle x_{\sigma }} la fraction molaire du soluté ;
- {\displaystyle P_{s}^{\text{sat}}} la pression de vapeur saturante du solvant pur ;
- {\displaystyle P_{s}} la pression de vapeur saturante abaissée du solvant.

En considérant la contrainte sur les fractions molaires : {\displaystyle x_{s}+x_{\sigma }=1}, la loi de la tonométrie donne :
{\displaystyle {P_{s}^{\text{sat}}-P_{s} \over P_{s}^{\text{sat}}}=x_{\sigma }=1-x_{s}}
{\displaystyle P_{s}^{\text{sat}}-P_{s}=P_{s}^{\text{sat}}-x_{s}\cdot P_{s}^{\text{sat}}}
On obtient la loi de Raoult qui s'applique aux solutions idéales :
Dans une solution liquide idéale chacun des {\displaystyle N} constituants {\displaystyle i} se comporte comme un solvant, les autres constituants étant ses solutés. Chaque constituant contribue ainsi à la phase gaz par sa pression de vapeur saturante abaissée. Selon la loi de Dalton la pression totale {\displaystyle P} au-dessus de la solution idéale s'écrit :
La pression de vapeur saturante abaissée {\displaystyle P_{i}} du constituant {\displaystyle i} est donc sa pression partielle.